# Karl Anton Martini

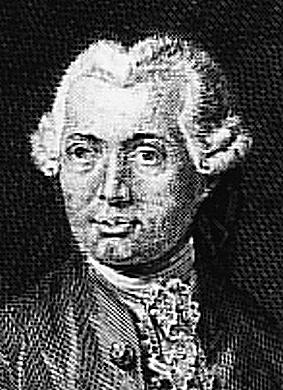
Karl Anton von Martini

Karl Anton von Martini, baron zu Wasserburg (ur. 15 sierpnia 1726, Revò, (Włochy), zm. 7 sierpnia 1800, Wiedeń) – austriacki prawnik i filozof prawa.
Martini i jego uczeń Franz von Zeiller (1751–1828) uchodzą za najważniejszych przedstawicieli „prawa rozsądku” w Austrii. Jego nauczycielem na uniwersytecie w Innsbrucku buł Paul Joseph Riegger, później obaj prawnicy byli kolegami z wydziału. W roku 1754 Martini został profesorem wiedeńskiego Uniwersytetu, w 1782 radcą stanu, a w 1792 drugim prezesem Oberste Justizstelle, austriackim zalążkiem późniejszego sądu najwyższego (Oberstes Gericht).
Martini uchodzi za autora księgi ustaw zachodniogalicyjskich (Westgalizisches Gesetzbuches) z roku 1797, na której opierała się późniejsza Allgemeines bürgerliches Gesetzbuch (ABGB).